# HSBC 캐나다
HSBC 캐나다(영어: HSBC Bank Canada, 프랑스어: Banque HSBC Canada)는 1981년 설립된 영국계 캐나다 공인 은행이자 영국의 다국적 은행 및 금융 서비스 기업 HSBC의 캐나다 자회사였다.

## 개요
HSBC 캐나다는 캐나다에서 7번째로 큰 은행으로서 프린스에드워드아일랜드를 제외한 모든 주에 지점을 두고 있었으며, 캐나다에서 가장 큰 외국인 소유 은행이었다. 본사는 브리티시컬럼비아주 밴쿠버 시내에 있는 HSBC 캐나다 빌딩에 있었다.

## 역사
1979년, 홍콩상하이은행(HBC)은 브리티시컬럼비아에서 운영되는 소기업을 상대로 기계·장비에 자금을 지원하는 밴쿠버 소재의 인수 회사를 인수하였다. 1981년, HBC는 캐나다 은행법에 따라 1981년 7월 1일자로 밴쿠버에 캐나다 홍콩은행(HBC)을 공인은행으로 설립했으며, 인수 회사를 새로운 은행의 기반으로 삼았다.
2022년 11월, HSBC는 캐나다 시장 철수를 발표하였다. 이후 2024년 3월 28일, 캐나다 왕립은행은 HSBC 캐나다를 인수하였으며, 이날 정오부로 HSBC 캐나다의 전(全) 지점은 문을 닫았다.